# Final Fantasy VII Snowboarding
Final Fantasy VII Snowboarding – komputerowa gra zręcznościowa wyprodukowana i wydana przez Square Enix w 2005 roku. Jest to remake minigry występującej w grze komputerowej Final Fantasy VII. Gracz kieruje bohaterem tamtej gry, Cloudem Strife'em jadącym na desce snowboardowej, którego zadaniem jest unikanie pojawiających się na trasie przeszkód oraz zbieranie kolorowych balonów i wykonywanie trików, które są punktowane. Liczony jest także czas przejazdu, co zachęca do coraz lepszego opanowywania dostępnych tras.